# Myoschilos
Myoschilos es un género con dos especies de plantas de flores perteneciente a la familia Santalaceae.

## Especies seleccionadas
- Myoschilos angustus
- Myoschilos oblongum Ruiz & Pav. - codocoypu de Chile, sen de Chile.[1]